# Funkcja antyholomorficzna
Funkcja antyholomorficzna (także funkcja antyanalityczna) – funkcja mająca bliski związek z funkcją holomorficzną.

## Definicja formalna
Funkcja zmiennej {\displaystyle z} określona na otwartym podzbiorze płaszczyzny zespolonej nazywana jest antyholomorficzną, jeżeli w każdym punkcie swej dziedziny istnieje jej pochodna względem {\displaystyle z^{*}} oznaczającego sprzężenie zespolone {\displaystyle z.}

## Właściwości
Można wykazać, że jeżeli {\displaystyle f(z)} jest funkcją holomorficzną na zbiorze otwartym {\displaystyle D,} to {\displaystyle f(z^{*})} jest antyholomorficzna na {\displaystyle D^{*}} – zbiorze symetrycznym do {\displaystyle D} względem osi rzeczywistej lub, innymi słowy, zbiorze sprzężeń zespolonych elementów należących do {\displaystyle D.} Co więcej, każda funkcja antyholomorficzna może być uzyskana w ten sposób z funkcji holomorficznej. Oznacza to, że funkcja jest antyholomorficzna wtedy i tylko wtedy, gdy może być rozwinięta w szereg potęgowy względem {\displaystyle z^{*}} wokół każdego punktu swojej dziedziny.
Jeżeli funkcja jest zarazem holomorficzna i antyholomorficzna, to jest ona stała na każdej spójnej składowej swojej dziedziny. Funkcja, która zależy tak od {\displaystyle z,} jak i od {\displaystyle z^{*}} nie jest ani holomorficzna, ani antyholomorficzna.